# 090320
090320 è un singolo del rapper italiano Ensi, pubblicato il 2 ottobre 2020.
Il titolo è un riferimento al 9 marzo 2020, data dell'inizio del lockdown.